# Priekopa
Priekopa (in ungherese: Kapás) è un comune della Slovacchia facente parte del Distretto di Sobrance, nella regione di Košice.